# Bistum Asti
Das Bistum Asti (lat.: Dioecesis Astensis, ital.: Diocesi di Asti) ist eine in Italien gelegene römisch-katholische Diözese mit Sitz in Asti.

## Geschichte
Das Bistum Asti wurde im 3. Jahrhundert errichtet. Am 18. April 1474 gab das Bistum Asti Teile seines Territoriums zur Gründung des Bistums Casale Monferrato ab. 1775 wurde das Priesterseminar des Bistums Asti errichtet.
Das Bistum Asti ist dem Erzbistum Turin als Suffraganbistum unterstellt.

## Weblinks

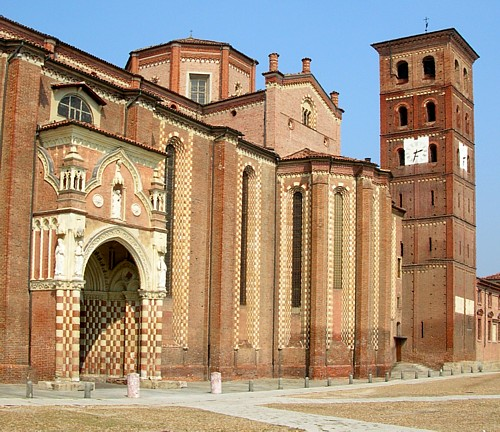
Kathedrale Santa Maria Assunta in Asti